# 이원구 (1758년)
이원구(李元龜, 1758 ~ 1828)는 조선 후기의 학자이다. 자는 한서(漢瑞), 호는 일수(一叟)이다. 본관은 성산(星山)이다.
평생 한번도 벼슬을 하지 않고 재야의 학자로 살았다. 저서에 《심성록(心性錄)》이 있다.